# Leandro Rinaudo
Leandro Rinaudo (Palermo, Italia, 9 de mayo de 1983) es un exfutbolista y dirigente deportivo italiano. Se desempeñaba como defensa. Actualmente es el director deportivo del Palermo.

## Trayectoria
Formado en la cantera del Palermo, equipo de su ciudad natal, entre 2002 y 2005 fue cedido a préstamo a varios equipos como Varese, Salernitana y Cesena. En la temporada 2005-06 volvió al Palermo, donde debutó en la Copa de la UEFA. Tras ser cedido en préstamo por una temporada al Siena, en 2007 se unió otra vez al equipo rosanero.

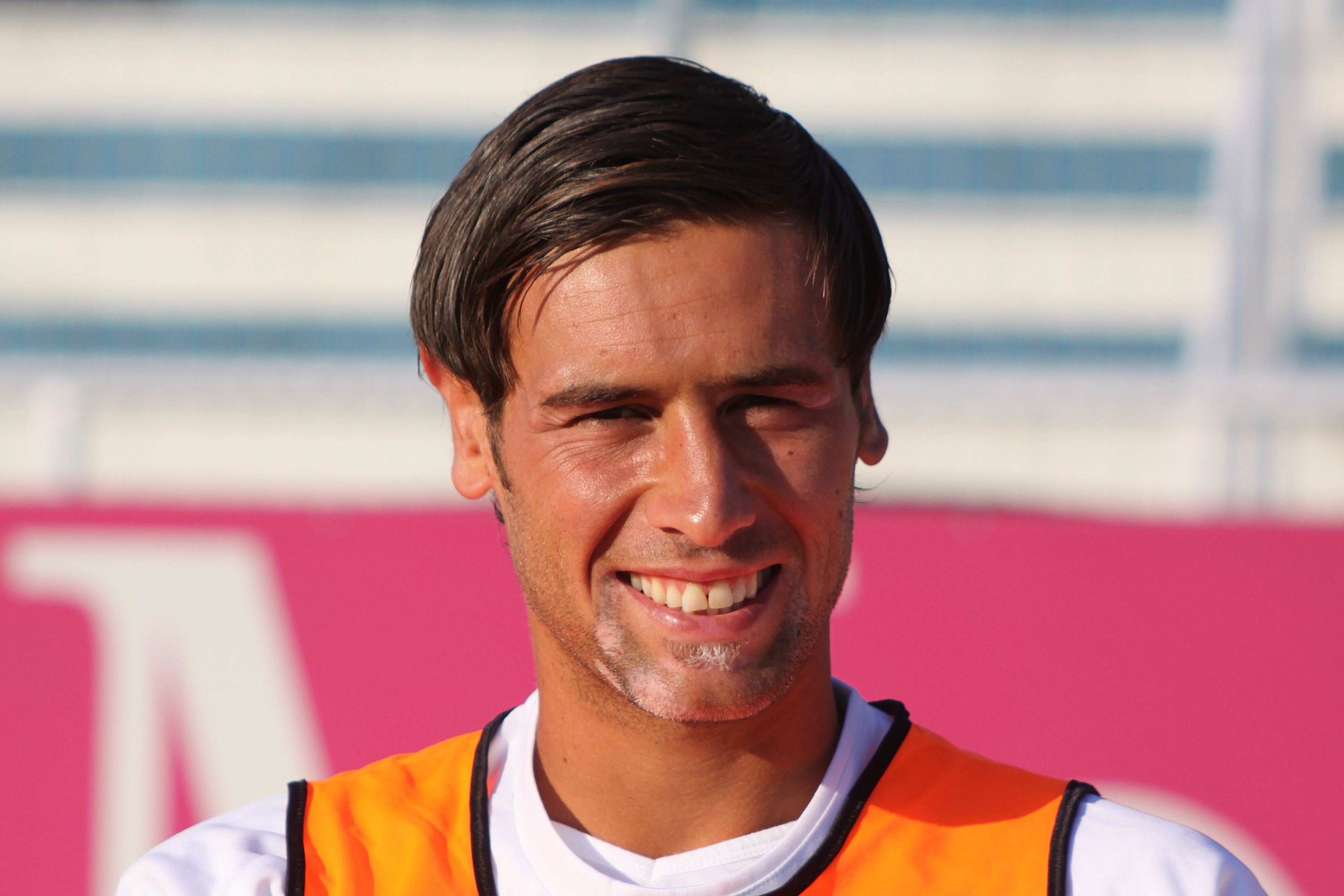
Rinaudo con el Napoli en 2009.

En junio de 2008 firmó por el Napoli. El 28 de agosto marcó sus primeros goles con la camiseta azzurra ante el Vllaznia de Albania, realizando un doblete en la segunda fase clasificatoria de la Copa de la UEFA. El 7 de marzo de 2010 marcó su primer tanto en la liga italiana con el Napoli, ante el Bologna. Tras 44 partidos y 3 goles con el conjunto partenopeo, el 31 de agosto de 2010 fue cedido a préstamo con opción de compra a la Juventus.
Debutó en las filas del conjunto turinés el 26 de septiembre contra el Cagliari, utilizado como lateral derecho: fue su único partido de la temporada, fuertemente condicionada por problemas físicos. Terminado el préstamo, la Juve no ejerció el derecho de compra y Rinaudo volvió a Nápoles. El 10 de enero de 2012 fue cedido a préstamo al Novara. La temporada siguiente volvió otra vez al Napoli, pero no fue incluido en la plantilla. Una vez terminado el contrato con el club azzurro, fichó por el Livorno, donde jugó una temporada con 21 presencias y 1 gol. El año siguiente fue contratado por el Virtus Entella de la Serie B, donde jugó solo 8 partidos antes de ser cedido, en enero de 2015, al Bari. Se retiró en el Vicenza Calcio, en 2016.

## Clubes
| Club                       | País   | Año         |
| -------------------------- | ------ | ----------- |
| A. S. Varese (cedido)      | Italia | 2002 - 2003 |
| Salernitana Sport (cedido) | Italia | 2003 - 2004 |
| A. C. Cesena (cedido)      | Italia | 2004 - 2005 |
| U. S. Palermo              | Italia | 2005 - 2006 |
| A. C. Siena (cedido)       | Italia | 2006 - 2007 |
| U. S. Palermo              | Italia | 2007 - 2008 |
| S. S. C. Napoli            | Italia | 2008 - 2010 |
| Juventus F. C. (cedido)    | Italia | 2010 - 2011 |
| S. S. C. Napoli            | Italia | 2011 - 2012 |
| Novara Calcio (cedido)     | Italia | 2012        |
| S. S. C. Napoli            | Italia | 2012 - 2013 |
| A. S. Livorno              | Italia | 2013 - 2014 |
| Virtus Entella             | Italia | 2014 - 2015 |
| F. C. Bari 1908 (cedido)   | Italia | 2015        |
| Vicenza Calcio             | Italia | 2015 - 2016 |